# Chilenoperla illiesi
Chilenoperla illiesi is een steenvlieg uit de familie Gripopterygidae. De wetenschappelijke naam van de soort is voor het eerst geldig gepubliceerd in 1973 door Nelson.